# NGC 60
Az NGC 60 egy spirálgalaxis a Halak csillagképben.

## Felfedezése
Az NGC 60 galaxist Édouard Jean-Marie Stephan fedezte fel 1882. november 2-án.

## Tudományos adatok
A galaxis 11 827 km/s sebességgel távolodik tőlünk.